# Pielgrzymowo (powiat braniewski)
Pielgrzymowo – wieś w Polsce położona w województwie warmińsko-mazurskim, w powiecie braniewskim, w gminie Płoskinia.
W latach 1975–1998 miejscowość należała administracyjnie do województwa elbląskiego. Wieś znajduje się w historycznym regionie Warmia.
Zobacz też: Pielgrzymowo, Pielgrzymów